# Tovaria pendula
Tovaria pendula là một loài thực vật có hoa trong họ Tovariaceae. Loài này được Ruiz & Pav. miêu tả khoa học đầu tiên năm 1798.